# Kim Wraae Knudsen
Kim Wraae Knudsen (n. 19 septembrie 1977, Copenhaga, Danemarca) este un caiacist ce a reprezentat Danemarca, medaliat olimpic. A participat la 2 ediții ale Jocurilor Olimpice (2008, 2012) în care a câștigat o medalie de argint.